# 彼得·比靈斯利
彼得·比靈斯利（Peter Billingsley，1971年4月16日—）是美國的一位演員、導演和製作人。他最著名的作品是1983年電影聖誕故事。 